# Эспераза
Эспераза́ (фр. Espéraza) — коммуна во Франции, находится в регионе Лангедок — Руссильон. Департамент коммуны — Од. Входит в состав кантона Кийан. Округ коммуны — Лиму.
Код INSEE коммуны — 11129.

## Население
Население коммуны на 2008 год составляло 2101 человек.
| 1962 | 1968 | 1975 | 1982 | 1990 | 1999 | 2008 |
| ---- | ---- | ---- | ---- | ---- | ---- | ---- |
| 2593 | 2766 | 2529 | 2512 | 2250 | 2129 | 2101 |

## Экономика
В 2007 году среди 1124 человек в трудоспособном возрасте (15—64 лет) 738 были экономически активными, 386 — неактивными (показатель активности — 65,7 %, в 1999 году было 66,3 %). Из 738 активных работали 578 человек (302 мужчины и 276 женщин), безработных было 160 (78 мужчин и 82 женщины). Среди 386 неактивных 78 человек были учениками или студентами, 173 — пенсионерами, 135 были неактивными по другим причинам.

## Достопримечательности
- Церковь Сен-Мишель
- Музей динозавров
- Музей головных уборов

## Города-побратимы
- Аланис (Испания)
- Видререс (Испания)